# 高桥镇 (徽县)
高桥镇，是中华人民共和国甘肃省陇南市徽县下辖的一个乡镇级行政单位。
2016年，甘肃省民政厅批复同意撤销高桥乡，设立高桥镇。

## 行政区划
高桥镇下辖以下地区：
渭儿村、崔坝村、梨树村、木芦村、小沙村、王湾村、四合村、高桥村、黑松村、木瓜村、太白村、郭台村、徐沟村、兴湾村、东峪村和李坪村。